# Antefija

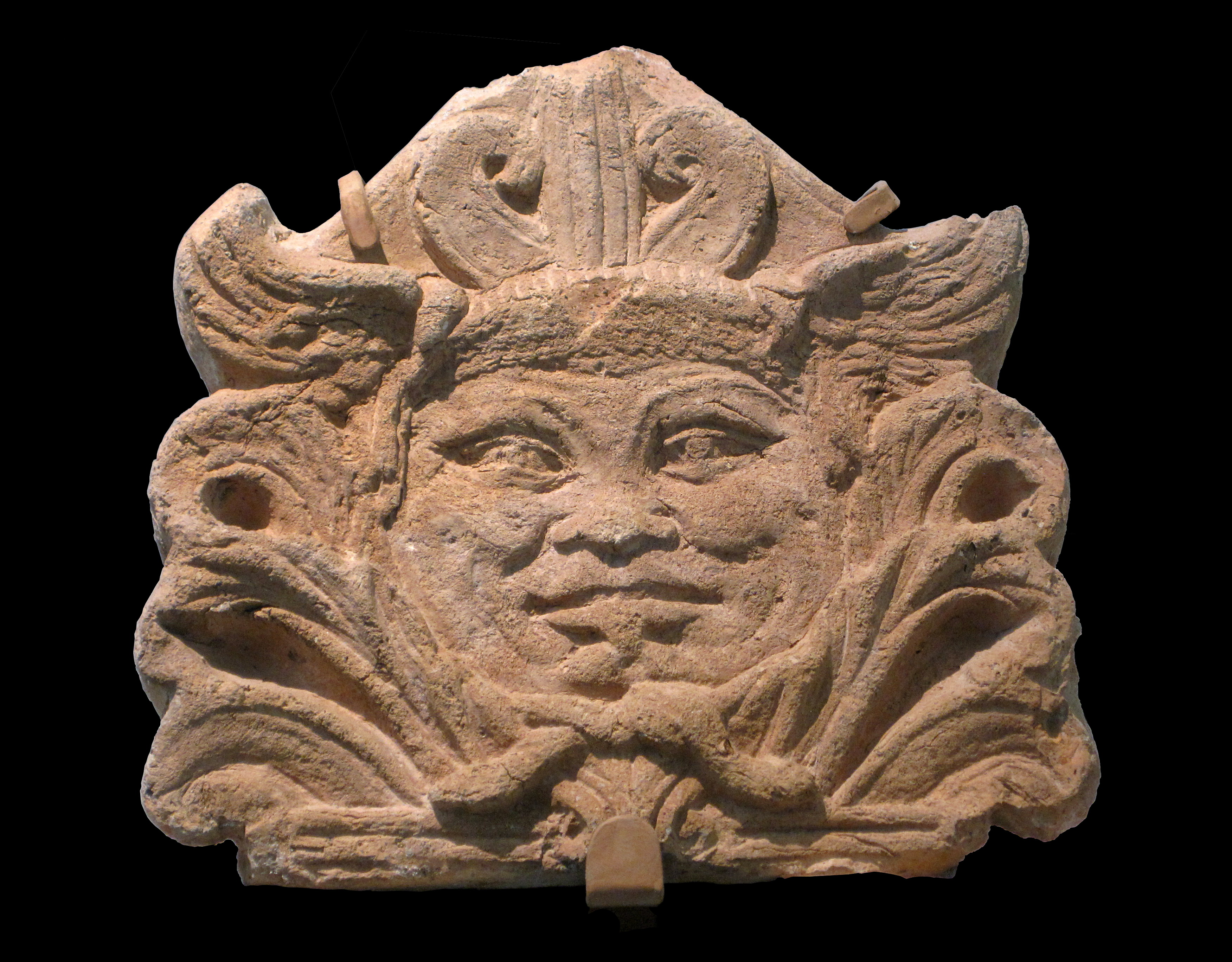
Antefija etrusca de Vulci, siglo I a. C.

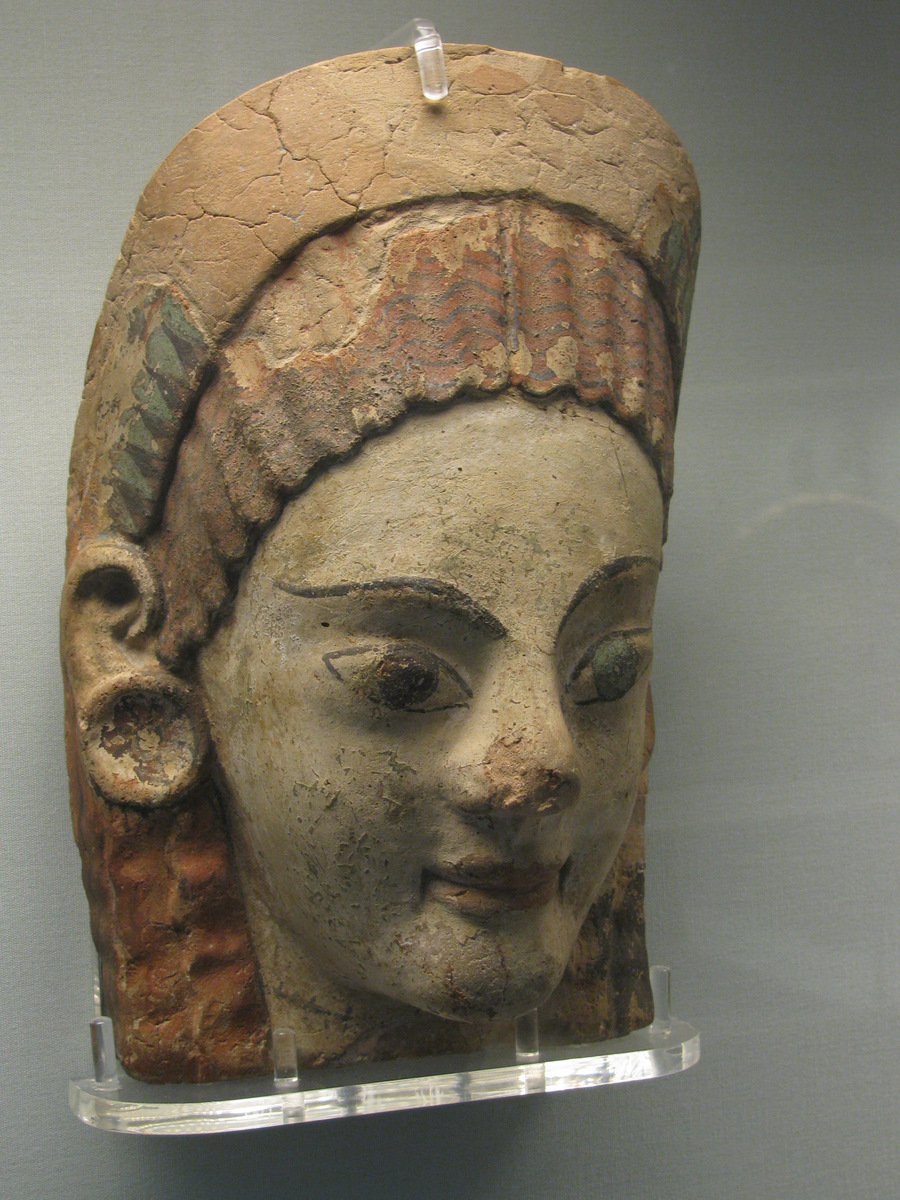
Antefija etrusca de Cerveteri, siglo VI a. C.

Una antefija, palabra que proviene del latín antefixa, fijar por delante, es un ornamento arquitectónico, una pieza vertical que se coloca el extremo inferior de las tejas, en las cubiertas. En grandes edificios, la cara de las antefijas de piedra son talladas con sumo detalle, a menudo con un ornamento de palmeta. En edificios de menores proporciones se utilizan antefijas modeladas en cerámica, por lo general terracota, las cuales pueden estar decoradas con figuras o máscaras, especialmente durante el período romano. En esta época era común encontrarlas en numerosos edificios y en casas particulares.

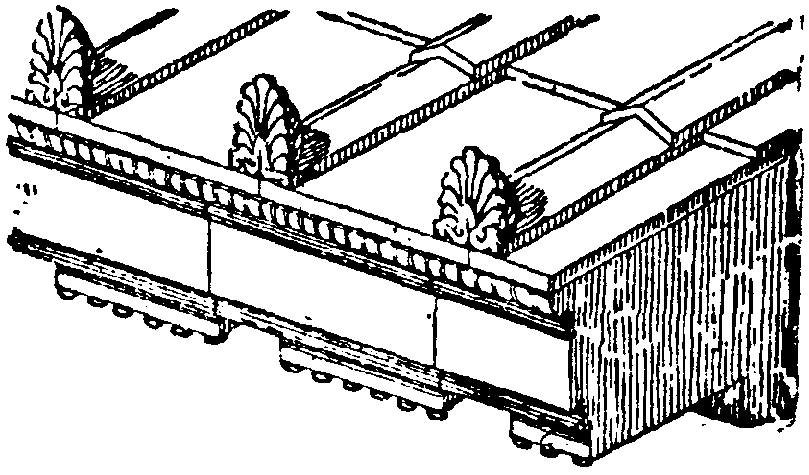
Antefijas en su posición.